# Dámaso García
Pour les articles homonymes, voir García.
Dámaso Domingo García Sanchez (né le 7 février 1955 à Moca et mort le 15 avril 2020 à San Pedro de Macorís) est un joueur de deuxième but dominicain au baseball ayant évolué dans les Ligues majeures de 1978 à 1989, principalement avec les Blue Jays de Toronto. 
Il compte deux sélections au match des étoiles du baseball majeur et a remporté une fois le Bâton d'argent.

## Carrière
Dámaso García signe son premier contrat en 1975 avec les Yankees de New York. Il progresse en ligues mineures au sein de cette organisation et perce dans les majeures le 24 juin 1978. En deux saisons, Garcia ne joue que 29 parties pour les Yankees.
Le 1er novembre 1979, l'équipe new-yorkaise le cède aux Blue Jays de Toronto, l'équipe à laquelle Garcia, à la retraite depuis 1989, demeure identifié. Il devient titulaire du poste de deuxième but dès 1980 à Toronto.
Il remporte le Bâton d'argent comme meilleur joueur de deuxième but offensif de la Ligue américaine en 1982 et obtient deux sélections au match des étoiles (1984, 1985).
En 1982 et 1983, il affiche une moyenne au bâton au-dessus de ,300. Mais il se démarque par sa vitesse sur les sentiers : il frappe plus de 30 doubles en une saison à trois occasions, dont sa saison recrue. Il totalise un record personnel de 54 buts volés en 1982.
Le 25 avril 1984, Dámaso García vole 4 buts dans un même match face aux Yankees de New York pour établir un record de franchise qu'il partage maintenant (en 2013) avec Dave Collins, Roberto Alomar, Otis Nixon et Rajai Davis.
Après avoir été échangé par les Blue Jays après la saison 1986, Garcia ne joue que 101 parties au cours des trois années suivantes. Absent des majeures en 1987, il s'aligne avec les Braves d'Atlanta pour 21 matchs en 1988 puis 80 parties pour les Expos de Montréal en 1989. 
Dámaso García a joué 1 032 matchs en Ligue majeure, frappant 1 108 coups sûrs, dont 183 doubles, 27 triples et 36 coups de circuit. Il compte 323 points produits, 490 points marqués et 203 buts volés en 293 tentatives. Sa moyenne au bâton en carrière s'élève à ,283.

## Vie privée
En 1991, après avoir éprouvé un problème de diplopie, Dámaso García apprend de son médecin qu'il est atteint d'une tumeur maligne au cerveau. Il subit une opération et doit suivre des traitements de chimiothérapie. La maladie le laisse avec des difficultés d'élocution et certaines limitations physiques. Il reprend néanmoins suffisamment la forme pour apparaître au SkyDome de Toronto en 1992 et effectuer le lancer protocolaire avant un match éliminatoire des Blue Jays.
Le fils de Dámaso García souffre d'hémophilie et l'ancien joueur a établi un camp sportif pour enfants hémophiles dans son pays natal, la République dominicaine.

## Mort
Dámaso García meurt le 15 avril 2020 à San Pedro de Macorís, à l'âge de 63 ans.